# Viola riviniana
La violeta de monte (Viola riviniana) es una flor del género Viola de la familia de las violáceas. Es natural de toda Europa y de la región del Mediterráneo, (Argelia, Marruecos, Túnez y Líbano).

## Descripción
Planta herbácea, perenne, de tendida a ascendente, de unos 20 cm. 
Hojas simples, pecioladas, de limbo suborbicular y base acorazonada; las basales, en roseta y las caulinares, alternas; con estípulas filamentosas. 
Flores inodoras, solitarias, de color azul violeta, de hasta 25 mm de diámetro, zigomorfas (de simetría bilateral). Perianto con 5 sépalos agudos y 5 pétalos, el inferior de los cuales presenta un espolón. Androceo formado por cinco estambres, con las anteras aplicadas alrededor del ovario, que es unilocular, con estilo sencillo. Florecen en el período de abril a mayo en el hemisferio norte.
Fruto lampiño, de unos 10 mm, tipo cápsula, dehiscente en tres valvas, expulsando las semillas, que son de color castaño y miden unos 2 mm.
Su hábitat, son los bosques, setos y áreas arbustivas, tanto en robledales y hayedos de montaña, como bosques de ribera e incluso quejigares.

## Taxonomía
Viola riviniana fue descrita por Rchb. y publicado en  Iconogr. Bot. Pl. Crit. 1: 81, en el año 1823.
Etimología
Fue nombrada en honor del botánico alemán, Augustus Quirinus Rivinus (1652-1722).

## Usos y aplicaciones
Medicinal contra la tos, sudorífica y expectorante. Se obtienen esencias que se utilizan en perfumería.
Son purgantes y vomitivas cuando se comen, por lo cual el ganado las evita.